# Bidet (caballo)
El  bidet  fue un caballo robusto y panzudo, que se utilizaba indistintamente para montar, para carga o para el tiro. En Francia, la mayoría de caballos bidet eran de Bretaña o Morvan. El  bidet de ambladura  era un caballo de ruta para ir al paso. En el ejército francés el  bidet de compagnie  llevaba el material y el  bidet de poste  era la montura de las oficinas de correos.

## Razas
- El bidet de Cornualles (o "bidet doble") es un antiguo tipo de caballo Bretón particularmente robusto y resistente. Raza, muy apreciada, fue utilizada durante varios siglos antes de desaparecer con la mecanización, al igual que muchas razas de trabajo. Fue ampliamente utilizada en los ejércitos napoleónicos.
- El bidet Bretón es otro antiguo tipo de caballo bretón que se empleaba para ir al paso y fue llamado "bidet de allure". Al igual que su predecesor, ha desaparecido.
- El cob normando a veces se describe como descendiente del bidet de poste, al igual que la subraza de bretón llamado Postier breton.
- El caballo de Morvan, o bidet de Morvan, era un bidet exclusivo de esta región.

## Nota
- Datos: Q2835089
- Multimedia: Bidet (horse) / Q2835089